# Piłka krykietowa

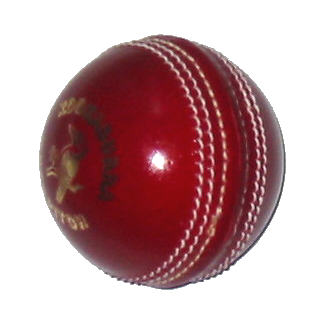
Piłka krykietowa

Piłka krykietowa, piłka używana do gry w krykieta.
Wnętrze piłki składa się z korka, który jest ciasno obwinięty sznurkiem. Piłkę pokrywa warstwa skóry składająca się z czterech części, połączonych wystającym szwem układającym się w sześć równoległych linii.
Waży pomiędzy 155,9, a 163,0 gramów i mierzy pomiędzy 224 a 229 mm w obwodzie.
Piłki używane w meczach testowych czy ligowych barwione są zazwyczaj na czerwono, piłki używane w meczach jednodniowych i Twenty20 są zazwyczaj białe (spowodowane jest to faktem, że większość tego typu meczów granych jest wieczorem przy sztucznym oświetleniu).